# Juan José Bayona de Perogordo
Juan José Bayona de Perogordo (n. 19 mai 1945, Madrid, Noua Castilie⁠(d), Spania – d. 2018) a fost un om politic spaniol, membru al Parlamentului European în perioada 1999-2004 din partea Spaniei.